# T-Centralen
T-Centralen è una stazione della metropolitana di Stoccolma, collocata in prossimità della principale stazione ferroviaria cittadina.

## Caratteristiche
Situata presso il quartiere di Norrmalm (tra la Sergels torg ed il Vasagatan), T-Centralen è la stazione sotterranea più importante e frequentata della città: qui infatti confluiscono le tre linee (blu, rossa e verde) che collegano la capitale scandinava. Si calcola che circa 163.900 persone transitano qui ogni giorno.
È direttamente collegata alla stazione ferroviaria e al terminal degli autobus di linea, raggiungibili attraverso un corridoio pedonale sotterraneo.
Considerata anche questa vicinanza fra le strutture, per evitare omonimie è stato aggiunto dal 27 gennaio 1958 il suffisso "T" (abbreviazione di Tunnelbana, traduzione svedese di "metropolitana") al precedente nome "Centralen".
Sono una ventina gli artisti che nel tempo sono stati coinvolti nello sviluppo di contributi artistici: una prima serie di opere era già presente all'apertura della stazione, sviluppandosi poi negli anni con una ricca diversificazione di stili, materiali e dimensioni fino ai giorni nostri.
Dal 10 luglio 2017, sotto T-Centralen è operativa anche la stazione Stockholm City servita dal nuovo passante ferroviario Citybanan.

## Prima stazione: linee 17-19 (verde) e 13-14 (rossa)
Fu inaugurata ufficialmente il 24 novembre 1957, come 38ª stazione del sistema metroviario cittadino in ordine cronologico. Da qui transitano la linea verde (in direzione Gamla stan o Hötorget), e la linea rossa (nelle direzioni Gamla stan od Östermalmstorg). Ciò è geograficamente localizzabile sotto alla chiesa Klara kyrka e ai grandi magazzini Åhléns City.
In questa parte di T-Centralen sono presenti due piattaforme, collocate a diversi livelli: la prima si trova a circa 14 metri di profondità, ed è utilizzata (su due lati distinti) dai treni sulla linea verde in direzione sud, e dai treni sulla linea rossa in direzione nord. Al contrario, sulla seconda piattaforma costruita a circa 8,5 metri di profondità vi transitano sia quei treni della linea verde diretti a nord, sia quelli della linea rossa diretti a sud.

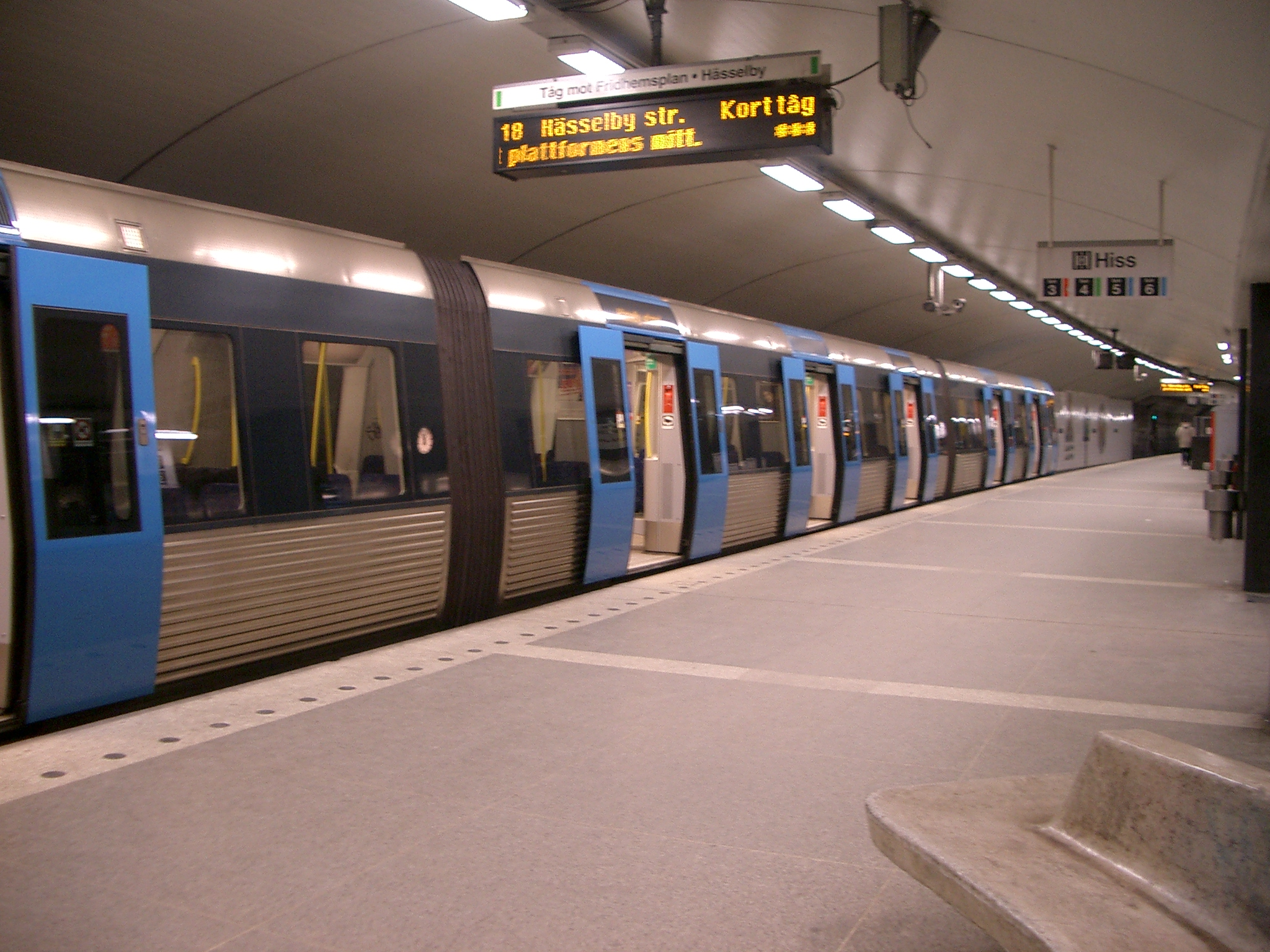
Treno diretto a Hässelby strand

## Seconda stazione: linee 10 e 11 (blu)
Questa sezione di T-Centralen fu costruita in un secondo momento, con l'inaugurazione ufficiale che si tenne in data 31 agosto 1975. L'unica piattaforma qui presente è interamente dedicata alle linee blu, con tratte che partono dalla vicina fermata di Kungsträdgården (situata a 700 metri da qui) per arrivare fino agli altri due capolinea di Akalla o Hjulsta e viceversa. L'area si trova ad una profondità di 26-32 metri sotto il suolo, ed è geograficamente compresa fra i grandi magazzini Åhléns e la sede centrale delle Poste.
Le due stazioni sono direttamente interconnesse fra loro.

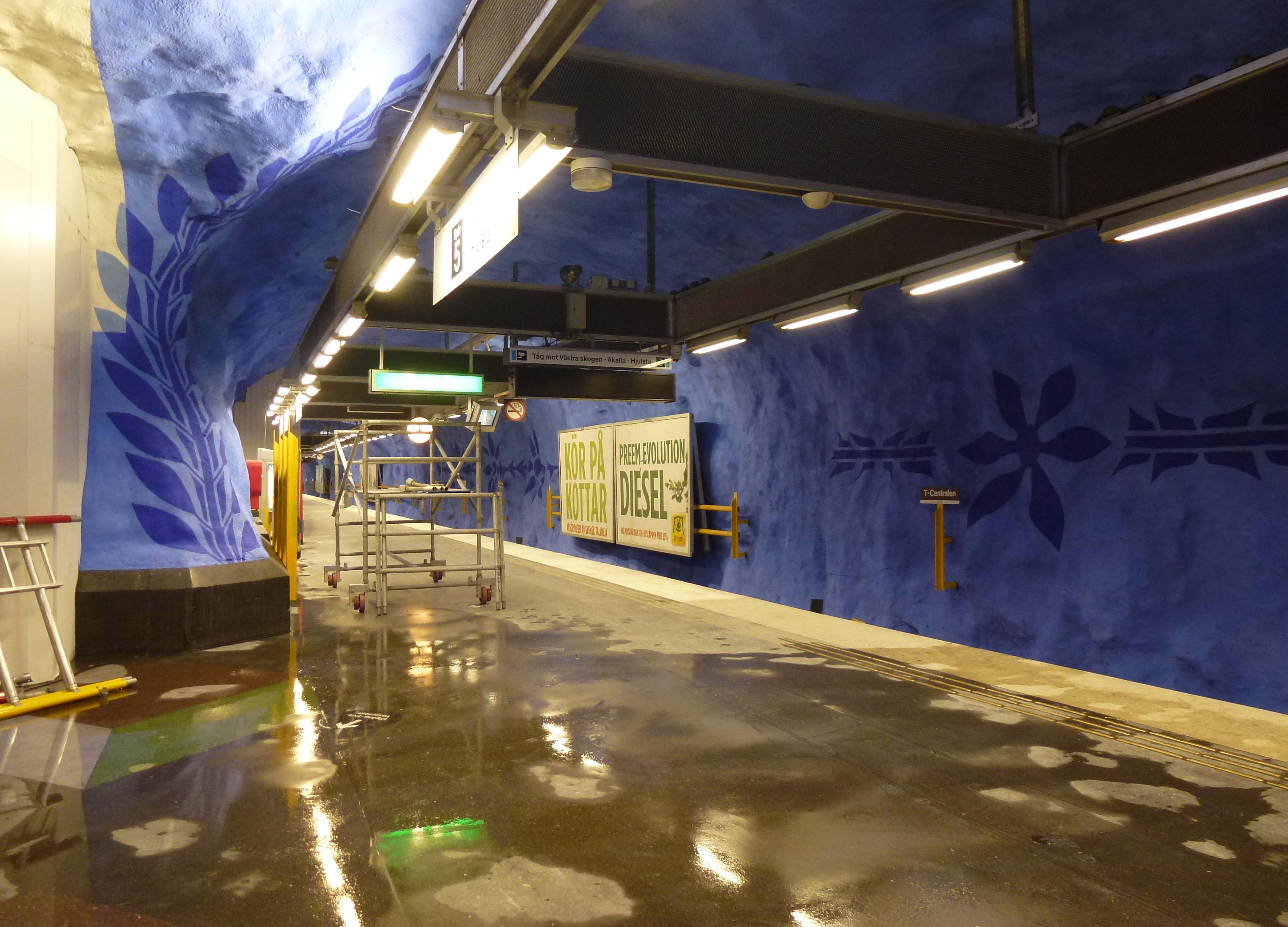
Banchine della linea blu durante i lavori per il Citybanan

## Tempi di percorrenza
| Linea | Capolinea       | Tempo  | Capolinea       | Tempo  |
| T10   | Hjulsta         | 21 min | Kungsträdgården | 2 min  |
| T11   | Akalla          | 21 min | Kungsträdgården | 2 min  |
| T13   | Ropsten         | 8 min  | Norsborg        | 36 min |
| T14   | Mörby centrum   | 15 min | Fruängen        | 18 min |
| T17   | Åkeshov         | 20 min | Skarpnäck       | 19 min |
| T18   | Alvik           | 13 min | Farsta strand   | 15 min |
| T19   | Hässelby strand | 32 min | Hagsätra        | 23 min |

## Galleria d'immagini

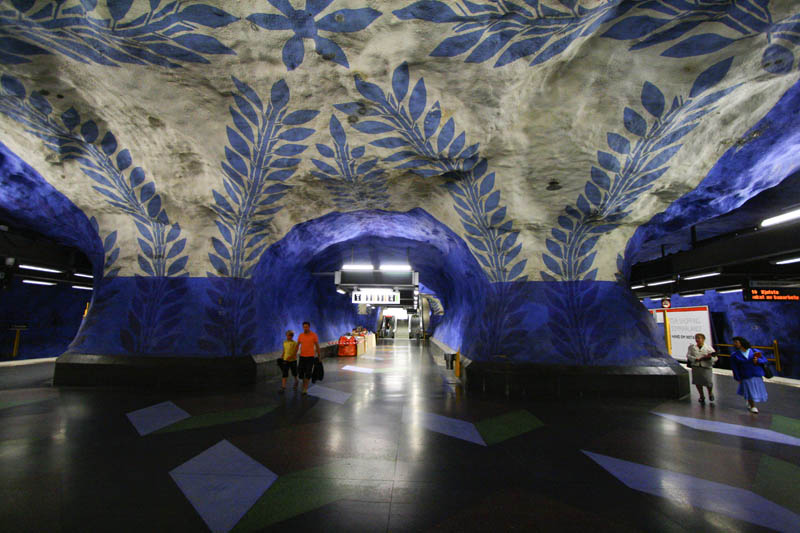
Dettaglio della stazione operativa sulla linea blu
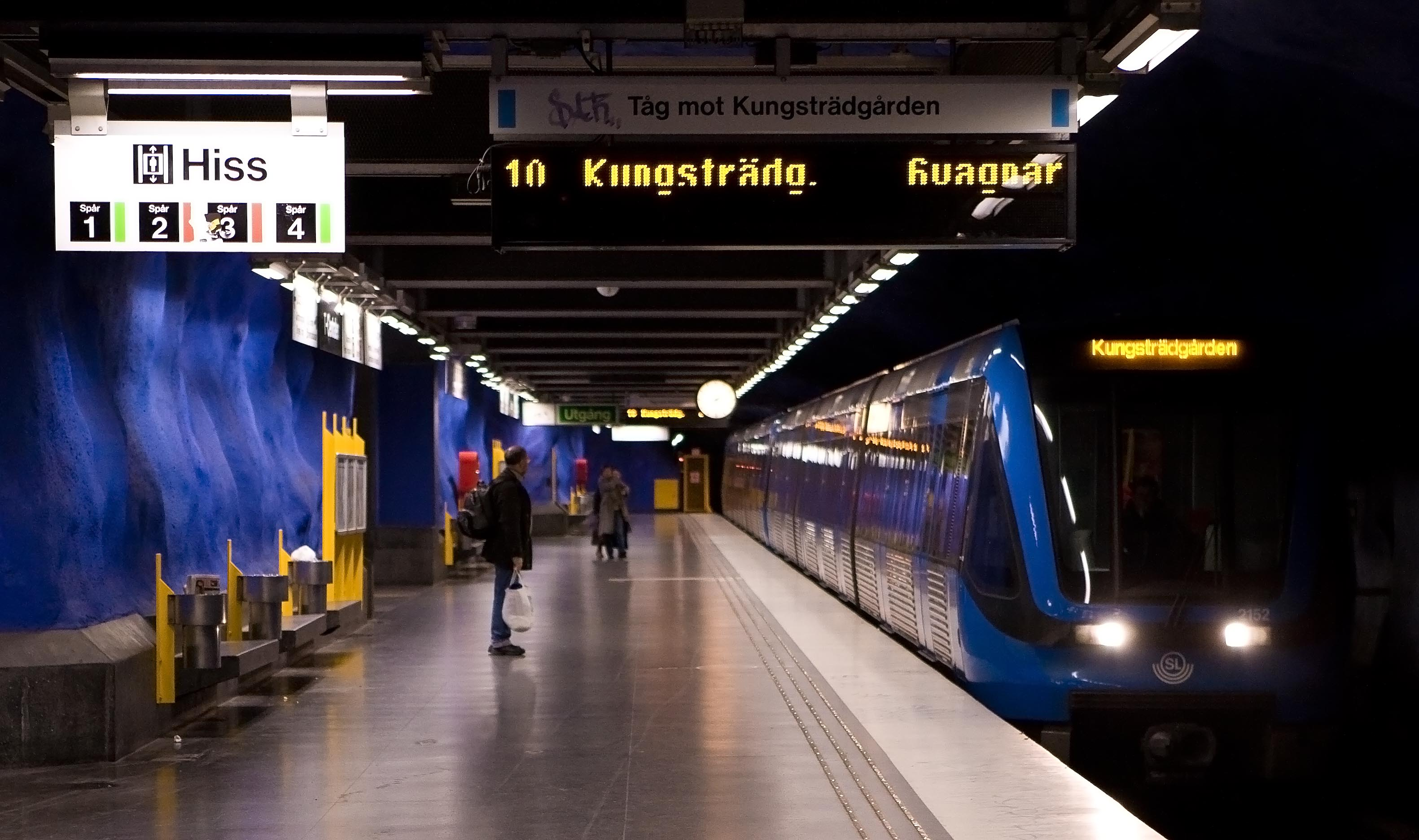
Treno C20 diretto a Kungsträdgården
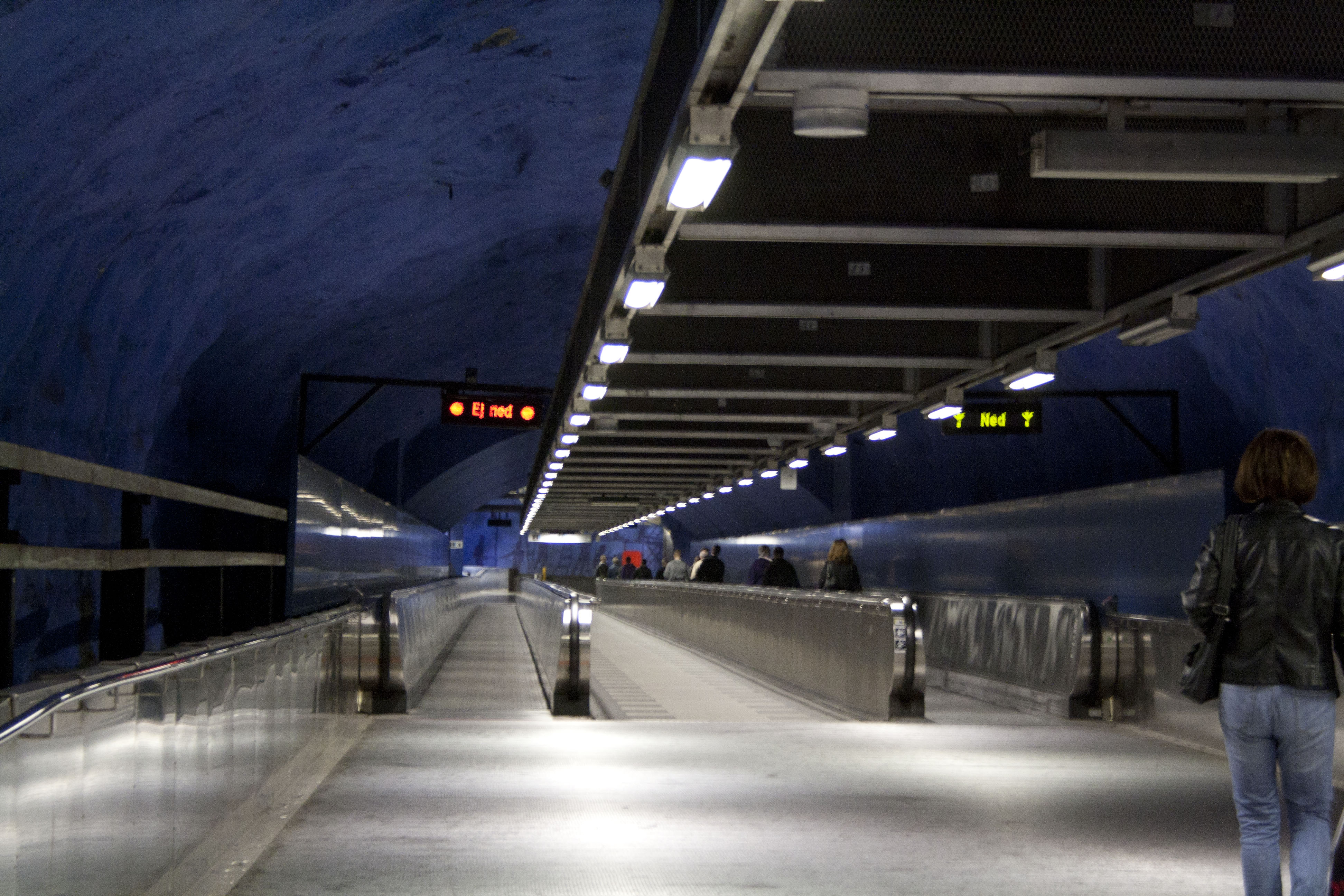
Passaggio dalla linea verde a quella blu
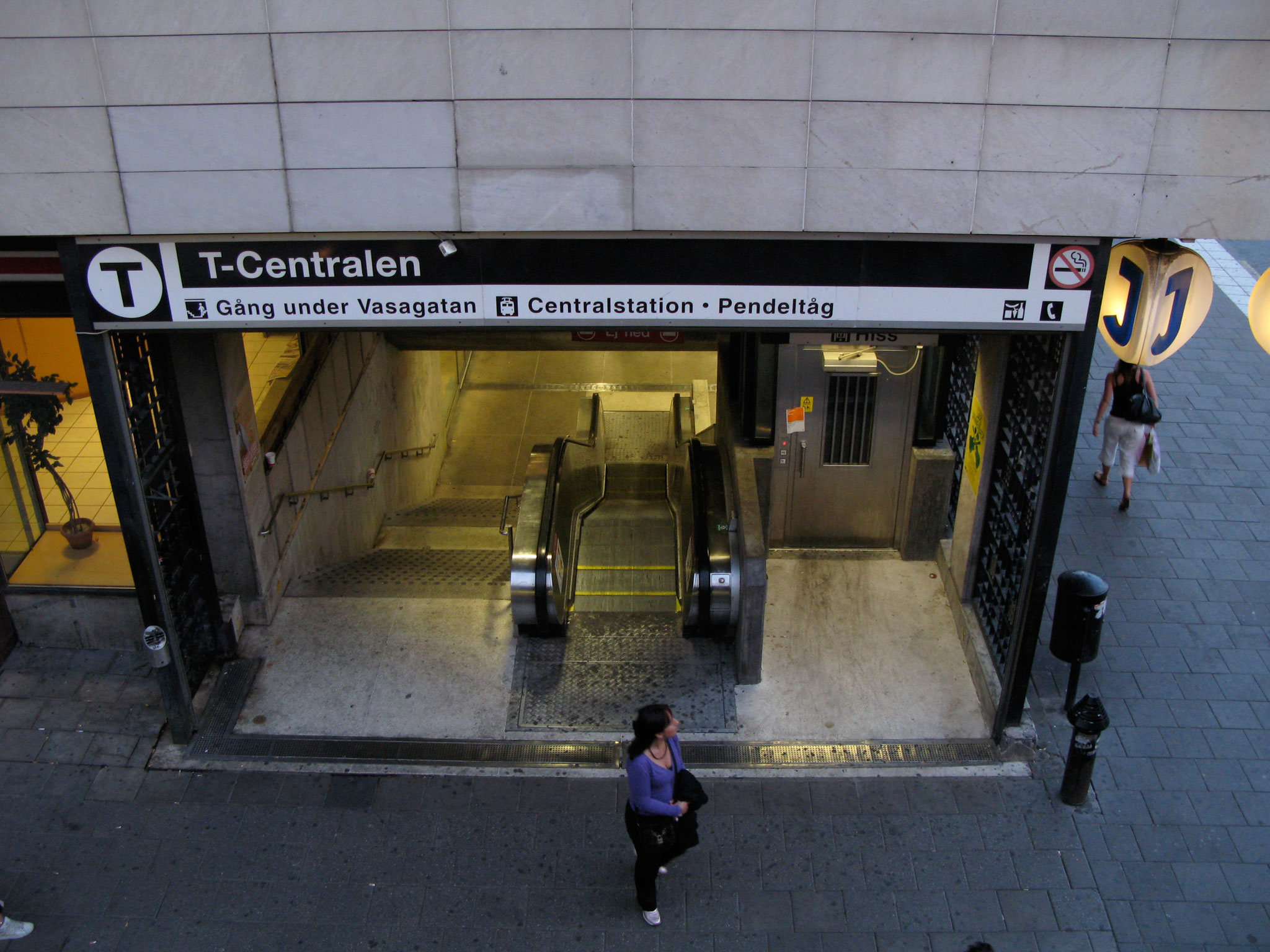
Ingresso dal viale Vasagatan
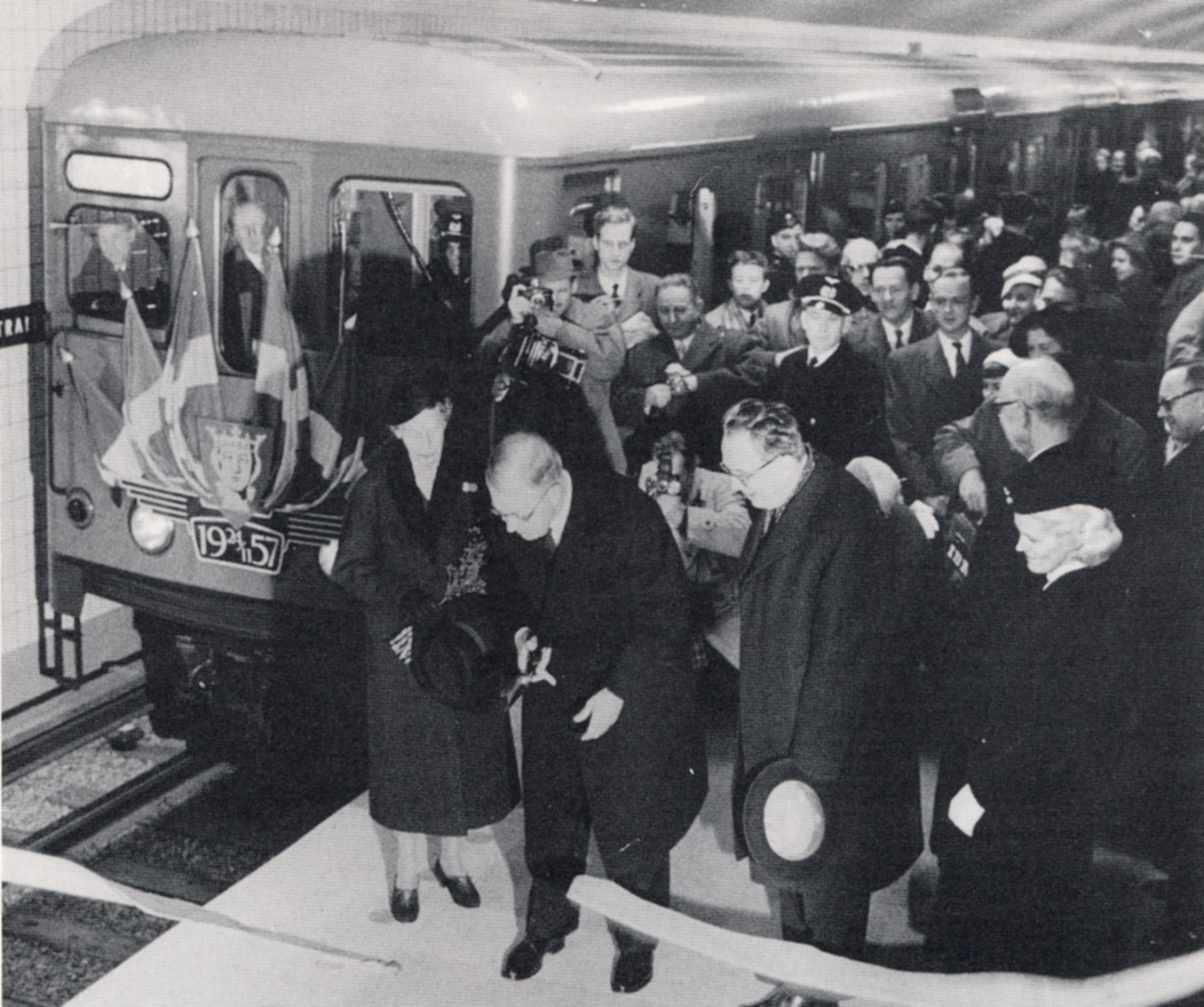
Re Gustavo VI Adolfo inaugura la stazione